# Thornton Curtis
Thornton Curtis är en ort och civil parish i Storbritannien.   Den ligger i kommunen North Lincolnshire och riksdelen England, i den sydöstra delen av landet, 240 km norr om huvudstaden London. Thornton Curtis ligger 29 meter över havet och antalet invånare är 246.
Terrängen runt Thornton Curtis är platt. Runt Thornton Curtis är det ganska tätbefolkat, med 111 invånare per kvadratkilometer. Närmaste större samhälle är Kingston upon Hull, 11,1 km norr om Thornton Curtis. Trakten runt Thornton Curtis består till största delen av jordbruksmark.